# Danh sách tập phim Cardcaptor Sakura: Clear Card
Thủ lĩnh thẻ bài Sakura: Thẻ bài pha lê (Cardcaptor Sakura: Clear Card カードキャプターさくらクリアカード編, Kādokyaputā sakura kuriakādo-hen) là một sê-ri anime được chuyển thể từ bộ manga cùng tên. Bộ phim là phần tiếp theo của anime Cardcaptor Sakura. Phim được đạo diễn bởi Asaka Morio và được sản xuất bởi NHK (TV), NHK Enterprise (TV) và Kodansha. Ca khúc chủ đề mở đầu là "Clear" do Maaya Sakamoto trình bày. Phim được phát sóng vào ngày 7 tháng 1 năm 2018 trên kênh NHK BS Premium tại Nhật Bản.

## Danh sách tập
| #      | Tên tập phim | Ngày phát sóng gốc  |
| ------ | --- | ------------------- |
| Prolog | "Cardcaptor Sakura Clear Card Prolog: Sakura và hai chú gấu" "Kādokyaputā Sakura Kuria Cādo-hen Purorōgu Sakura to Futatsu no Kuma" (カードキャプターさくら クリアカード編 プロローグ さくらとふたつのくま) | 13 tháng 9 năm 2017 |
| 1      | "Sakura và những thẻ bài trong suốt" "Sakura to tōmeina kādo" (さくらと透明なカード) | 7 tháng 1 năm 2018  |
| 2      | "Sakura và căn phòng không có cửa" "Sakura to deguchi no nai heya" (さくらと出口のない部屋) | 14 tháng 1 năm 2018 |
| 3      | "Sakura và cảnh báo trận mưa lớn" "Sakura no ōame chūihō" (さくらの大雨注意報) | 21 tháng 1 năm 2018 |
| 4      | "Sakura và người bạn tuyệt vời mới chuyển đến" "Sakura to sutekina tenkōsei" (さくらと素敵な転校生) | 28 tháng 1 năm 2018 |
| 5      | "Sakura và lễ hội ngắm hoa anh đào" "Sakura to o hanami hippari-dako" (さくらとお花見ひっぱりだこ) | 4 tháng 2 năm 2018  |
| 6      | "Sakura, chú thỏ và bài hát dưới ánh trăng" "Sakura to Usagi to Tsuki no Uta" (さくらとうさぎと月の歌) | 11 tháng 2 năm 2018 |
| 7      | "Sakura và trò đuổi bắt trong vườn" "Sakura to Oniwa de Onigokko" (さくらとお庭でおにごっこ) | 18 tháng 2 năm 2018 |
| 8      | "Sakura, đồng hồ và trò trốn tìm" "Sakura to Tokei to Kakurenbo" (さくらと時計とかくれんぼ) | 25 tháng 2 năm 2018 |
| 9      | "Sakura và thủy cung xúc động" "Sakura no Dokidoki Suizokukan" (さくらのドキドキ水族館) | 4 tháng 3 năm 2018  |
| 10     | "Sakura và mê cung mơ mộng" "Sakura to Nemuri no Rabirinsu" (さくらとねむリのラビリンス) | 11 tháng 3 năm 2018 |
| 11     | "Sakura và chim cánh cụt lộn ngược" "Sakura to Sakasama Pengin" (さくらとさかさまペンギン) | 18 tháng 3 năm 2018 |
| 12     | "Sakura và giải đấu bóng băng giá" "Sakura to Kōri no Kyūgi Taikai" (さくらと氷の球技大会) | 25 tháng 3 năm 2018 |
| 13     | "Sakura và sự trở lại của Meilin" "Sakura to Tadaima Meilin" (さくらとただいま苺鈴) | 8 tháng 4 năm 2018  |
| 14     | "Sakura, ngôi đền và sở thú?" "Sakura to Jinja to Dōbutsuen?" (さくらと神社と動物園？) | 15 tháng 4 năm 2018 |
| 15     | "Xem lại ký ức của Sakura" "Sakura no Omoide Kanshōkai" (さくらのおもいで鑑賞会) | 22 tháng 4 năm 2018 |
| 16     | "Sakura và bạn của Meilin" "Sakura to ichigo suzu no o tomodachi" (さくらと苺鈴のおともだち) | 29 tháng 4 năm 2018 |
| 17     | "Sakura và bánh kẹo kì lạ" "Sakura to Okashina Okashi" (さくらとおかしなお菓子) | 6 tháng 5 năm 2018  |
| 18     | "Sakura, lửa và chim nước" "Sakura to Honoō to Mizunotori" (さくらと炎と水の鳥) | 13 tháng 5 năm 2018 |
| 19     | "Sakura và lời ru của Akiho" "Sakura to Akiho no Komori-uta" (さくらと秋穂の子守唄) | 20 tháng 5 năm 2018 |
| 20     | "Sakura, cầu vồng và người ông" "Sakura to Niji to Ojīsan" (さくらと虹とおじいさん) | 27 tháng 5 năm 2018 |
| 21     | "Sakura, tấm gương và chìa khóa ký ức" "Sakura to Kagami to Omoide no Kagi" (さくらと鏡と思い出の鍵) | 3 tháng 6 năm 2018  |
| 22     | "Thẻ bài trong suốt của Sakura" "Sakura no Tōmei na Kādo" (さくらの透明なカード) | 10 tháng 6 năm 2018 |